# Радио Рокс
Радио «Рокс» — радиостанция, вещавшая в Москве на частоте 103,0 МГц FM, где был головной офис, и в Санкт-Петербурге (филиал) на частоте 102,0 МГц FM. Кроме того, филиалы находились ещё в 36 городах России и стран Содружества (Анапа, Армавир, Архипо-Осиповка, Брест, Витебск, Волгоград, Выборг, Гомель, Гродно, Иваново, Каневская, Киев, Кингисепп, Красная Поляна, Краснодар, Кропоткин, Кущевская, Лабинск, Лазаревское, Майкоп, Минск, Могилёв, Новороссийск, Одесса, Орёл, Отрадная, Саратов, Севастополь, Симферополь, Темрюк, Петрозаводск, Ростов-на-Дону, Тбилиси, Туапсе, Черкесск).
В настоящее время вещание продолжается в интернете и в составе пакета радиостанций «Триколор».

## Формат
«Радио РОКС» вещает круглосуточно в сети и с 11 ноября 2011 года, в пакете радиостанций «Триколор ТВ».
Использовала голосовой портал, электронную почту, интернет-форум, в студии были установлены три веб-камеры, с помощью которых слушатели могли не только слышать, но и видеть ведущих и гостей студии. Основу вещания станции составляет рок-музыка — от Элвиса Пресли, The Beatles, Deep Purple, Led Zeppelin, Black Sabbath и Queen до современных музыкантов, уже ставших классикой жанра — Radiohead, Green Day, Depeche Mode, R.E.M. и так далее.
Вещание идёт (в Интернете) либо с фирменных CD, либо с компьютерных файлов без потерь (lossless).